# Gabriel Matzneff
Gabriel Matzneff, né le 12 août 1936 à Neuilly-sur-Seine, est un écrivain français.
Auteur prolifique, ayant publié une cinquantaine d'ouvrages, il reçoit quelques récompenses littéraires, notamment les prix Mottart et Amic de l’Académie française, respectivement en 1987 et 2009, et le prix Renaudot essai en 2013.
Alors qu’il décrit dans certains de ses livres, ouvertement autobiographiques, ses rapports sexuels avec des enfants et des jeunes adolescents, il bénéficie d'importants appuis, notamment dans la sphère littéraire et médiatique, tout en restant relativement méconnu du grand public.
Fin 2019, l'annonce de la publication du Consentement, un livre témoignage de Vanessa Springora âgée de 14 ans au moment où l'écrivain a commencé à avoir des rapports sexuels avec elle, déclenche une polémique sur ce qui est perçu comme une forme de tolérance des milieux culturels, politiques et médiatiques envers l'écrivain. Cet événement, suivi d'autres témoignages et révélations, entraîne l'ouverture de deux procédures judiciaires contre lui ainsi que l'arrêt de la commercialisation, par ses éditeurs (Gallimard, La Table Ronde, Léo Scheer, Stock, Payot, Jean-Claude Lattès), de ses œuvres.
Une enquête de Libération révèle en juin 2024 qu'il est accusé d'avoir fait partie d'un réseau de pédocriminalité constitué de plusieurs personnalités dans les années 1970 et 1980. Les faits font l'objet d'une enquête judiciaire.

## Biographie

### Famille, jeunesse et formation
Gabriel Matzneff est le fils de Nicolas Matzneff (1904-1963), un émigré russe arrivé en France après 1917, et d'Eugénie Polak (1900-1988), juive russe qui fut déportée en 1944. Issu d’une famille orthodoxe, il a été élevé dans la tradition chrétienne orthodoxe, influencé par la culture russe et l’exil de ses ancêtres. Son site web indique : « Ses parents divorcent lorsqu'il a six mois ; de sa vie, il ne les verra dans la même pièce, et sera souvent séparé de sa sœur Alexandra, de ses frères André et Nicolas. Une petite enfance ballottée de droite et de gauche, assombrie par les déchirures familiales et la guerre. Une enfance dont il garde de très douloureux souvenirs. »
Sa famille l’élève dans un milieu culturel raffiné — ses parents auraient côtoyé Léon Chestov et Nicolas Berdiaev —, où il découvre la littérature et la religion. Après un an à Gerson (1943-1944), deux à Saint-Louis-de-Gonzague (1944-1946), il est scolarisé à l'école Tannenberg (1946-1952), puis au lycée Carnot à partir de 1952. Il commence en 1954 des études de lettres classiques et de philosophie à la Sorbonne. Après avoir effectué son service militaire en Algérie en 1959-1960, Gabriel Matzneff rentre à Paris en 1961, s'inscrit en russe à l’Institut des langues orientales et commence une carrière de journaliste.
En juin 1957, il rencontre Henry de Montherlant et demeure pour lui un ami, en dépit de quelques brouilles, jusqu'au suicide de celui-ci, le 21 septembre 1972. Dans la nuit du 21 au 22 mars 1973, il disperse les cendres de Montherlant avec l'exécuteur testamentaire de ce dernier, Jean-Claude Barat, sur le Forum romain et dans le Tibre,.
Il commence à tenir son journal intime le 1er août 1953 mais ne le publie qu'à partir de 1976. Dans le premier volume, il dessine de lui-même le visage d'un « réfractaire », adepte d'une pratique individualiste, opposée aux mœurs modernes. Français d'origine russe, et pédéraste — au vrai sens du terme, c'est-à-dire amateur de jeunes garçons, sans qu'il renonce aux femmes ni aux jeunes filles, — il se sent « un peu métèque », un peu exclu : « J'étais Athos, écrit-il, le grand seigneur misanthrope, secret, différent… ».

### Carrière littéraire

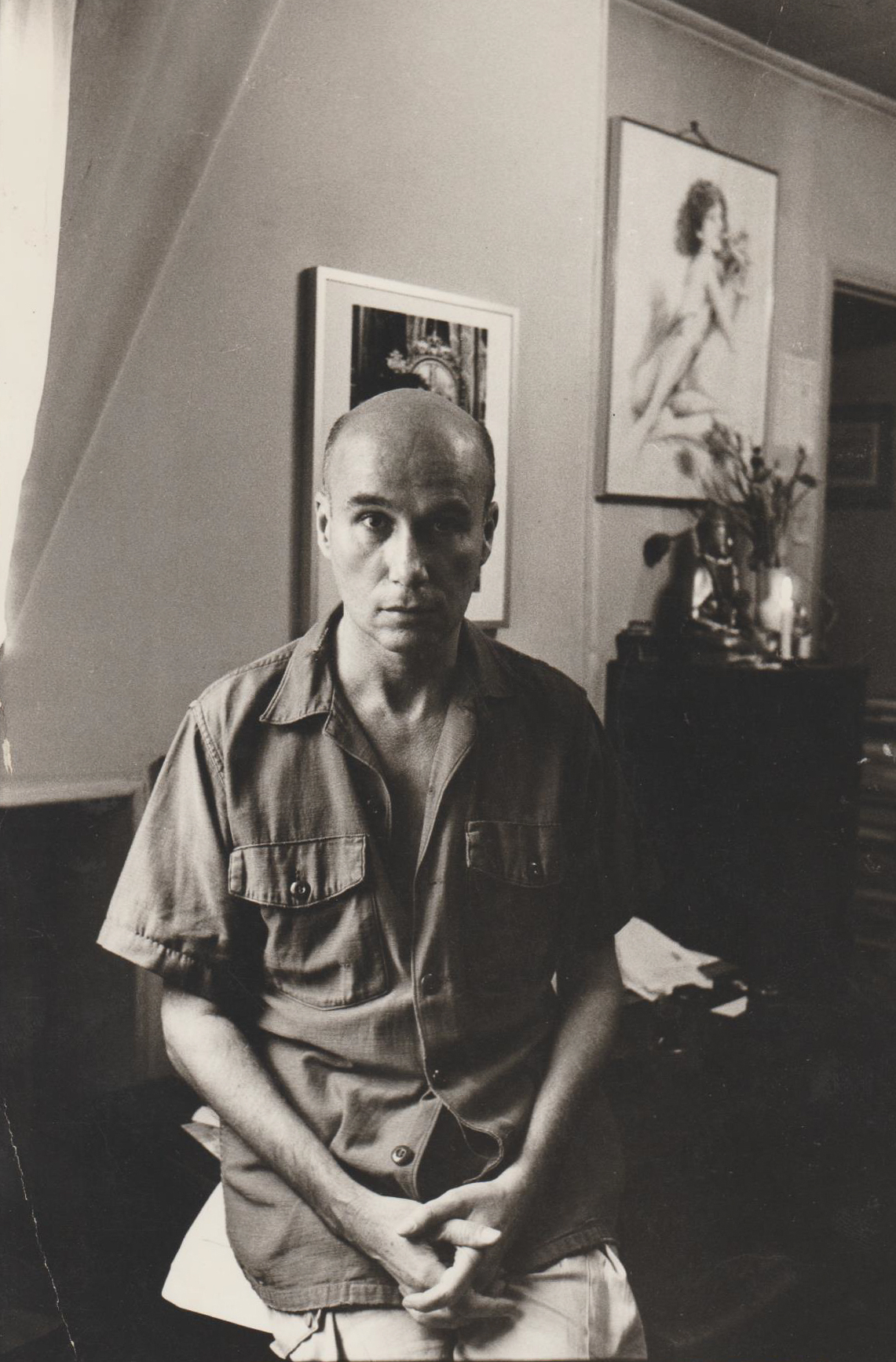
Gabriel Matzneff dans son « grenier »
de la rue des Ursulines à Paris en 1983.

Il fait la connaissance d'Hergé en 1964. Leur amitié ne cessera qu'à la mort du père de Tintin en mars 1983. Le premier livre de Gabriel Matzneff est publié en 1965 : il s'agit d'un recueil d'essais intitulé Le Défi.
Son premier roman, L'Archimandrite, dont il a commencé la rédaction pendant son service militaire, paraît en 1966. En avril 1967, il séjourne en URSS et en République populaire de Pologne. Il fait dans les années 1970, en particulier en 1970 et 1971, de nombreux voyages au Proche-Orient, notamment au Liban, en Égypte, en Syrie et, plus tard, en Libye.
Durant Mai 68, il séjourne à Llafranc, en Catalogne, du 25 avril au 15 juin, avec sa future épouse. En 1970, il participe au deuxième numéro de la revue Contrepoint, fondée en mai 1970 par Patrick Devedjian, qui veut « reprendre le flambeau de l'anticommunisme » avec un dossier « Où en est la Russie ? », coordonné par Kostas Papaïoannou.
Le critique Pol Vandromme écrit de lui, en 1974, qu'il est « le premier écrivain de sa génération ». Jean d'Ormesson lui rend hommage par la formule suivante : « C'est un sauteur latiniste, un séducteur intellectuel, un diététicien métaphysique ».
En 1990, il entre chez Gallimard avec l'aide de Philippe Sollers, qui le publie dans sa collection « L'Infini ». Gallimard arrêtera la commercialisation des Carnets noirs en janvier 2020.
En octobre 1962, Philippe Tesson, alors directeur de publication du quotidien Combat, le remarque et lui propose d’écrire chaque jeudi en une du quotidien une chronique sur la télévision. À compter de cette période, Matzneff ne cesse d’écrire pour de nombreux organes de presse d'importance et d'orientation idéologique très contrastées : Aux écoutes, Notre République, La Nation française, Pariscope, Les Nouvelles littéraires, Matulu, Le Nouvel Adam, Le Quotidien de Paris, Le Figaro, Le Monde (de 1977 à 1982), Impact Médecin, la Revue des Deux Mondes, Newmen, L'Idiot international, Le Choc du mois. De 2013 à décembre 2019, il tient une chronique irrégulière sur le site du Point.
Lâché par la plupart des maisons d'édition à cause des fortes présomptions de pédocriminalité pesant sur lui, Matzneff parvient à trouver un petit éditeur, La Nouvelle Librairie, qui se définit comme « hussarde » et « de la droite identitaire, patriote » en politique, pour publier son dernier ouvrage, Derniers écrits avant le massacre, prévu pour le 15 novembre 2022. Le 24 octobre, la maison d'édition annonce renoncer provisoirement à cette édition, son personnel ayant reçu des « menaces de mort ».

### Relations et positions politiques
D'un tempérament mondain et sans ancrage idéologique, Gabriel Matzneff affiche, dans ses chroniques et au fil des volumes publiés de son Journal, des relations avec des personnalités politiques de tous bords : dans les années 2000 et 2010, il rend visite au maire de Paris, Bertrand Delanoë, puis il déjeune avec Jean-Marie Le Pen en 2017.
Dans les années 1960, il dit de François Mitterrand qu'il est « le seul homme d'État de la gauche ».
Le 4 février 1976, il signe dans Le Monde un appel titré « Des gaullistes s'élèvent contre l'élection du Parlement européen au suffrage universel ».
Le maire-adjoint EELV puis socialiste de Paris et militant de la cause gay, Christophe Girard, a été accusé d'être un important soutien à l'écrivain, ce que nie l'intéressé, lui payant notamment des chambres d'hôtel et l'invitant au restaurant,. L'action de Raphaëlle Rémy-Leleu et Alice Coffin (toutes deux membres d'EELV) pour dénoncer la complaisance de Girard envers Matzneff les a menées au tribunal. Elles ont été relaxées des faits de diffamation pour lesquels elles étaient prévenues.
Il compte aussi des soutiens à l'extrême droite et notamment au Groupement de recherche et d'études pour la civilisation européenne (GRECE) : Christopher Gérard, écrivain de cette mouvance, a été membre de l’association des amis de Matzneff ; Alain de Benoist, tête pensante du GRECE, critique favorablement ses ouvrages en général et lui apporte son soutien en 1986 ; la revue Lutte du peuple de Christian Bouchet fait l’apologie de la pédophilie de l’écrivain en 1996.
En 2002, lors d'un entretien publié dans L'Humanité, il déclare avoir « le plus grand respect pour le ministre de l'Intérieur » et être « dévoué corps et âme à M. Sarkozy ». Le 27 mars 2017, il profite de sa chronique du Point pour assurer de son soutien François Fillon, accusé d'avoir reçu en cadeau des costumes très coûteux : il estime qu’« un président de la République peut avoir des goûts de luxe » et fustige « les ploucs jaloux […] qui crient haro » sur le candidat à l'élection présidentielle.
Cependant, Gabriel Matzneff annonce voter pour Jean-Luc Mélenchon en 2012 et 2017.

### Convictions religieuses
Bien que né d'une mère juive, Gabriel Matzneff a été élevé dans le christianisme orthodoxe, et se déclare profondément attaché à l'orthodoxie.
En octobre 1964, à Montgeron, il participe au congrès fondateur du Comité de coordination de la jeunesse orthodoxe, où il rencontre la lycéenne Tatiana Scherbatcheff — « adolescente aux cheveux hirsutes, au visage un peu triangulaire, aux vastes et magnifiques yeux noirs, ensemble princesse et poulbot ».
Il épouse le 8 janvier 1970 à Londres celle qui deviendra la Véronique d’Isaïe réjouis-toi (La Table ronde, 1974), avant d'en divorcer le 3 mars 1973. Ce divorce entraîne en lui une crise religieuse qui l'éloigne de l'Église : il quitte alors le Comité et se défait également de la coproduction de l'émission télévisée Orthodoxie, qu'il avait contribué à créer, avec le prince Andronikov et le père Pierre Struve, en mai 1965.
Durant les années 2000, il fréquente la paroisse Notre-Dame-Joie-des-Affligés-et-Sainte-Geneviève, à laquelle il consacre un chapitre dans Boulevard Saint-Germain.

### Reconnaissance, prix, distinctions
De l'Académie française, il reçoit en 1987 le prix Mottart et en 2009 le prix Amic.
En mars 1995, à l'occasion du Salon du livre, Jacques Toubon, ministre de la Culture du gouvernement Édouard Balladur, remet à Gabriel Matzneff l'insigne d'officier des Arts et des Lettres,.
En décembre 2004, Gabriel Matzneff est invité au Palais-Bourbon par Jean-Louis Debré, président de l'Assemblée nationale, et par le Haut Conseil français à l'intégration à donner son témoignage lors du Forum sur la réussite des Français venus de loin.
En 2013, après une quarantaine de livres publiés, il reçoit son premier prix notable, le Renaudot essai, pour Séraphin, c’est la fin !, recueil de textes rédigés entre 1964 et 2012, sur Schopenhauer, Kadhafi, les prêtres ou le viol. Ayant été tout près de lui décerner ce prix en 2009, le jury le choisit, à sept voix contre trois, après qu’un de ses membres, Christian Giudicelli, ami et éditeur de Matzneff chez Gallimard, a plaidé sa cause. Fin 2019, Franz-Olivier Giesbert, directeur de publication du Point et président du jury en 2013, se défend de son appui à Gabriel Matzneff en expliquant, comme il l'avait déjà fait dans le passé, que « la pédophilie était très courante au temps des Grecs ». Frédéric Beigbeder — grand amateur de l’œuvre de Matzneff —, écrit deux articles sur « l'auteur de trente-trois livres qui font honneur à la langue française » dans Voici du 24 mai 2004, et qui sont repris dans le Bulletin de la Société des amis de Gabriel Matzneff : « [l]e journal de Matzneff est une des pièces maîtresses de ma bibliothèque. Il m'a appris à vivre, à lire et à écrire ». Dans la liste de ses cent coups de cœur littéraires (2011), il place celui-ci parmi les géants de la littérature mondiale, avant Truman Capote et juste derrière Scott Fitzgerald. Il justifie le choix du jury dans M, le magazine du Monde, le 23 décembre 2019, en insistant sur le fait que « quand on juge une œuvre d’art, il ne faut pas avoir de critères moraux », puis en faisant valoir que Gabriel Matzneff était alors « un auteur ostracisé, jugé sulfureux et scandaleux depuis une vingtaine d’années et qui n’avait plus accès aux médias ». Patrick Besson abonde dans le même sens : « Dans ce qu’il a pu écrire sur sa vie amoureuse, il y a des choses ahurissantes et inacceptables, mais c’est un vieux monsieur blacklisté et dans le besoin : on a fait la part des choses ». Aussitôt le prix annoncé, trois pétitions apparaissent pour qu'il lui soit retiré. Le livre ne se vend qu'à 3 800 exemplaires en six ans.
En 2015, il lui est attribué le prix Cazes de la brasserie Lipp pour La Lettre au capitaine Brunner. Thierry Clermont du Figaro littéraire note que Gabriel Matzneff fête également ce jour-là ses cinquante ans de vie littéraire : « Une bonne partie du monde germanopratin s'était réunie pour saluer l'œuvre de cet auteur aussi sulfureux qu'hors pair. […] On a ainsi pu croiser Patrick Besson, Christine Jordis et Joël Schmidt (membres du jury), la directrice de la Table Ronde, Alice Déon, le nouvel élu à l'Académie française Marc Lambron, Éric Neuhoff, Jean-Claude Lamy ».

### Revenus et train de vie
Gabriel Matzneff est mensualisé par le groupe Gallimard jusqu'en 2004 ou, plus vraisemblablement, jusqu'en 2008. Selon L'Express, Gabriel Matzneff perçoit entre 1984 et 2010 une « petite mensualité de la maison Gallimard » ; en 2013, son livre Séraphin, c’est la fin ! reçoit le prix Renaudot de l'essai, ce qui représente « la promesse d'une petite rentrée d'argent » ; ses ouvrages « se vendent très peu, entre 800 et 3 000 exemplaires en moyenne ». Le magazine précise : « Matzneff a toujours tiré le diable par la queue. Il a pu compter sur l'aide discrète de mécènes, comme Yves Saint Laurent, qui a pris en charge ses frais d'hôtel à l'époque de son aventure » avec Vanessa Springora.
Toujours selon L'Express, du 25 décembre 2019, l'écrivain bénéficie depuis une quinzaine d'années d'une allocation du Centre national du livre (CNL). Versée « en raison de sa situation sociale et de son apport global à la littérature », elle est estimée à un montant compris entre 7 000 et 8 000 euros par an. En janvier 2020, le CNL révèle qu'en 2002 Gabriel Matzneff s’est vu refuser une demande pour une bourse d'écriture car les écrivains retraités n'y ont pas droit, et qu'il a alors « remué ciel et terre » pour faire pression sur le CNL afin d'obtenir cette allocation. Le ministre de la Culture Jean-Jacques Aillagon et des personnalités importantes, membres de l'Académie française ou prix Goncourt, sont alors intervenus en sa faveur. En septembre 2020, la ministre de la Culture, Roselyne Bachelot, fait savoir que l’écrivain ne touche plus son allocation pour écrivains à faibles revenus.
Dans le dernier volume de son journal, L’Amante de l’Arsenal, paru en novembre 2019, il écrit qu'il reçoit 800 euros de minimum vieillesse par mois.
Selon L’Express, il bénéficierait également depuis 1994 d’un appartement de la Ville de Paris. Ce logement serait situé dans le 5e arrondissement et aurait une superficie de 33 m2 pour un loyer mensuel de 348 euros, un montant qualifié de « ridicule » par le magazine Capital. Il lui aurait été attribué sous le mandat de Jacques Chirac grâce à Jean Tiberi.
Le magazine L’Express révèle qu'Ivre du vin perdu, son best-seller, a atteint le chiffre de 20 000 exemplaires vendus, que la plupart de ses livres connurent des ventes comprises entre 1 500 et 2 000 exemplaires, et que Séraphin, c’est la fin !, pour lequel il se voit décerner le prix Renaudot essai en 2013, ne dépassa pas les 3 500 ventes.

## Œuvres

### Journaux intimes
Gabriel Matzneff commence à tenir son journal intime à seize ans « sur des carnets 10/16, à la couverture de moleskine noire et brillante, fermés par un élastique ». Il appelle ces carnets, qu’il a toujours sur lui et auxquels il est demeuré fidèle, ses carnets noirs.
En 1976, il écrit : « Je souhaite que lorsque mon journal intime sera publié d’un seul tenant, il porte le titre unique de : Les Carnets noirs. »
En 2015, dans la préface de Mais la musique soudain s’est tue, il confirme : « L’ouvrage intitulé Carnets noirs s’étend des premiers jours d’août 1953 – j’avais seize ans – au 31 décembre 2008 – j’en avais soixante-douze. Il n’aura ni ajout, ni post-scriptum, tel un tableau auquel le peintre donne la dernière touche de couleur, puis le signe ». Il ajoute : « Je refuse d’être dans Carnets noirs le scribe de mon propre déclin. Carnets noirs célèbre et fait aimer la vie et non la mort. […] La vie trépidante, amoureuse de Calamity Gab, son galop d’enfer, ses amours décomposées, oui, voilà qui insuffle du vif-argent à un journal intime ; mais les misères physiques et morales de la vieillesse, c’est autre chose ».
Les carnets couvrant la période 1989-2006 sont inédits, l'auteur ayant choisi de ne pas les publier de son vivant. Ces écrits inédits auraient été à l'origine des perquisitions des locaux des éditions Gallimard par l'Office central pour la répression des violences aux personnes le 12 février 2020.

#### «Carnets noirs»
- Cette camisole de flammes : 1953-1962, Éditions de la Table ronde, 1976, 262 p. (BNF 34557030), réédité en poche par Gallimard en 1989
- L'Archange aux pieds fourchus : 1963-1964, Paris, éditions de la Table ronde, 1982, 233 p. (ISBN 2-7103-0133-4, BNF 34737851)
- Vénus et Junon : 1965-1969, Paris, éditions de la Table ronde, 1979, 307 p. (ISBN 2-7103-0012-5, BNF 34636949)
- Élie et Phaéton : 1970-1973, Paris, éditions de la Table ronde, 1991, 386 p. (ISBN 2-7103-0470-8, BNF 35414867)
- La Passion Francesca : 1974-1976, éditions Gallimard, coll. « L'infini », 1998, 339 p. (ISBN 978-2-07-075221-8, BNF 36703098)
- Un galop d'enfer : 1977-1978, Paris, éditions de la Table ronde, 1985, 294 p. (ISBN 2-7103-0250-0, BNF 34871681)
- Les Soleils révolus : 1979-1982, éditions Gallimard, coll. « L'infini », 2001, 544 p. (ISBN 978-2-07-076027-5, BNF 37221685)
- Mes amours décomposés : 1983-1984, éditions Gallimard, coll. « L'infini », 1990, 381 p. (ISBN 978-2-07-071802-3, BNF 35067165), réédité en poche par Gallimard en 1992
- Calamity Gab : janvier 1985 – avril 1986, éditions Gallimard, coll. « L'infini », 2004, 361 p. (ISBN 978-2-07-073265-4, BNF 39153955)
- La Prunelle de mes yeux : 1986-1987, éditions Gallimard, coll. « L'infini », 1993, 337 p. (ISBN 978-2-07-073174-9, BNF 35601513), réédité en poche par Gallimard en 1995
- Les Demoiselles du Taranne : journal 1988, Paris, éditions Gallimard, coll. « L'infini », 2007, 396 p. (ISBN 978-2-07-078399-1, BNF 41004733)
- Carnets noirs inédits (octobre-décembre 2006), Aux dépens d'un amateur[48], 2025, 82 p.
- Carnets noirs : 2007-2008, Paris, Éditions Léo Scheer, 2009, 512 p. (ISBN 978-2-7561-0181-1, BNF 41442267)

#### Journaux de 2009 à 2018
De janvier 2009 à août 2011, Gabriel Matzneff ne note quasiment plus rien de ce qu’il vit. Le 30 août 2011, dit-il, Bertrand Delanoë, « dans son beau bureau de l’Hôtel de Ville », le convainc de recommencer à prendre des notes. Trois journaux supplémentaires sont publiés :
- Mais la musique soudain s'est tue : Journal 2009-2013, éditions Gallimard, coll. « Blanche », Paris, 2015, 528 p.  (ISBN 978-2-07-014542-3).
- La Jeune Moabite : Journal 2013-2016, éditions Gallimard, coll. « Blanche », Paris, 2017, 702 p.  (ISBN 978-2-07-273267-6)
- L’Amante de l’Arsenal : Journal 2016-2018, éditions Gallimard, coll. « Blanche », Paris, 2019, 432 p.  (ISBN 978-2-07-285442-2).

### Courrier électronique
En 2010 puis en 2014, Gabriel Matzneff publie deux volumes de son courrier électronique, qu’il baptise « émiles », « sobriquet à la fois bien français et proches euphoniquement de l’américain » et qu’il préfère « au courriel des souverainistes et à l’e-mail anglo-saxon ». « Émile » doit être également vu comme un hommage à deux des maîtres de Matzneff, le lexicographe Émile Littré et le philosophe Emil Cioran.
« J'adopte un style qui n'est ni celui de mes romans, ni de mon journal intime, ni de mes récits et essais, ni de mes poèmes ; un style singulier qui s'accorde à l'immédiateté de l'émile, non seulement par la spontanéité de l'écriture (ce qui l'accommunerait au journal intime), mais aussi par la diligence de l'envoi et de la lecture qu'en fait le destinataire. »
- Les Émiles de Gab la Rafale[g], roman électronique, Paris, Éditions Léo Scheer, 2010, 359 p. (ISBN 978-2-7561-0264-1)
- Les nouveaux Émiles de Gab la Rafale, courrier électronique, Paris, Éditions Léo Scheer, 2014, 221 p. (ISBN 978-2-7561-0264-1)

Dans le dernier tome de son journal intime, L'Amante de l'Arsenal (Gallimard, 2019), Gabriel Matzneff révèle que le deuxième recueil de ses « émiles » aurait dû compter beaucoup plus de pages, mais qu'il a été « allégé » à la demande de l'éditeur ; Gabriel Matzneff possède ainsi largement de quoi constituer un troisième tome.
- 2020, l'horrible année (courrier électronique), Aux dépens d'un amateur[48], 2023, 101 p.

### Romans
Gabriel Matzneff est l'auteur de plusieurs romans ayant le même héros, Nil Kolytcheff. Ce sont : Isaïe réjouis-toi, Ivre du vin perdu, Harrison Plaza, Mamma, li Turchi!, Voici venir le fiancé, La Lettre au capitaine Brunner.
- L'Archimandrite, Paris, éditions de la Table ronde, 1966 (réimpr. 2005), 222 p. (ISBN 978-2-7103-0042-7, BNF 40090166)
- Nous n'irons plus au Luxembourg, Paris, éditions de la Table ronde, 1972, 245 p. (BNF 5213179w)
- Isaïe réjouis-toi, Paris, éditions de la Table ronde, 1974, 251 p. (BNF 35214612)
- Ivre du vin perdu : roman, Paris, éditions de la Table ronde, 1981, 323 p. (ISBN 2-7103-0065-6, BNF 34661141)
- Harrison Plaza : roman, Paris, éditions de la Table ronde, 1988, 235 p. (ISBN 2-7103-0352-3, BNF 34938205)
- Les Lèvres menteuses : roman, Paris, éditions de la Table ronde, 1992, 207 p. (ISBN 2-7103-0527-5, BNF 35525394)
- Les Aventures de Nil Kolytcheff, Paris, éditions Jean-Claude Lattès, coll. « Les romanesques », 1994, 805 p. (ISBN 2-7096-1491-X, BNF 35739322) — Regroupe les romans : Isaïe réjouis-toi, Ivre du vin perdu et Harrison Plaza
- Mamma, li Turchi ! : roman, Paris, éditions de la Table ronde, Paris, 2000, 271 p. (ISBN 978-2-7103-0984-0 et 2-7103-0984-X, BNF 37119894)
- Voici venir le fiancé, éditions de la Table ronde, Paris, 2006, 313 p. (ISBN 978-2-7103-2709-7, BNF 40130100)
- La Lettre au capitaine Brunner : roman, Paris, la Table Ronde, 2015, 208 p. (ISBN 978-2-7103-7586-9) — prix Cazes brasserie Lipp 2015[53]

### Essais
- Le Défi, éditions de La Table ronde, Paris, 1965, 207 p. (BNF 35001130), réédité en 1977 — premier livre comprenant l'essai sur le suicide chez les Romains et le « Tombeau de Montherlant », récit de la dispersion des cendres de l'écrivain au Forum romain.
- La Caracole, éditions de La Table ronde, Paris, 1969, 203 p. (BNF 33093953).
- Les Moins de seize ans, éditions Julliard, coll. « Idée fixe », Paris, 1974 125 p. (BNF 34559062), réédité en 1994 — « C’est de ce livre que date ma réputation de débauché, de pervers, de diable. Bref, un suicide mondain[54]. »
- Les Passions schismatiques, éditions Stock, coll. « Le Monde ouvert », Paris, 1977, 160 p.  (ISBN 2-234-00771-2) (BNF 34586764) — le Christ, la femme, la Russie, l’écriture, l’enfant. « Il ne s’agit pas de concepts, d’abstractions, mais d’expériences de vie, de brûlures existentielles »[55].
- La Diététique de lord Byron, éditions de La Table ronde, Paris, 1984, 215 p.  (ISBN 2-7103-0185-7) (BNF 34752435) — un autoportrait à travers Byron.
- Le Sabre de Didi : pamphlet, éditions de La Table ronde, Paris, 1986, 266 p.  (ISBN 2-7103-0298-5) (BNF 34877781), édition augmentée de La Caracole — recueil de textes publiés principalement dans Combat et dans le Monde, parus entre 1963 et 1986.
- Le Taureau de Phalaris : dictionnaire philosophique, éditions de la Table ronde, Paris, 1987, 300 p.  (ISBN 2-7103-0313-2) (BNF 34908696), réédité en 1994 en coll. « La Petite Vermillon ».
- Maîtres et complices, éditions Jean-Claude Lattès, Paris, 1994, 313 p.  (ISBN 2-7096-1485-5) (BNF 36680568), réédité en 1999 (La Table ronde) et 2018 (La Table ronde coll. La Petite Vermillon) — hommage à ses maîtres : Byron et Schopenhauer en tête, suivis par Retz, Dostoïevski, Nietzsche, Dumas, Casanova, Littré, Hergé et d’autres, plus un bataillon d'auteurs latins.
- Le Dîner des mousquetaires, éditions de La Table ronde, Paris, 1995, 408 p.  (ISBN 2-7103-0686-7). (BNF 35789472) — recueil d'articles de diverses provenances, parus entre 1961 et 1993.
- De la rupture, éditions Payot & Rivages, Paris, 1997, 167 p.  (ISBN 2-228-89070-7) (BNF 35860367), réédité en 2000 — un essai sur la rupture qui, pour l’auteur, ne se réduit pas à la rupture amoureuse, mais concerne l’ensemble de l’existence. « Dans la vie, tout est rupture. Soyez prêt ».
- C'est la gloire, Pierre-François !, éditions de La Table ronde, Paris, 2002, 284 p.  (ISBN 2-7103-2479-2) (BNF 38806255). — recueil de textes, de provenances diverses, parus entre 1962 et 2001.
- Yogourt et yoga, éditions de La Table ronde, coll. La Petite Vermillon, Paris, 2004, 267 p.  (ISBN 978-2-7103-2671-7) (BNF 39140535) — recueil de textes, de provenances diverses, parus entre 1962 et 2003.
- Vous avez dit métèque ?, éditions de La Table ronde, Paris, 2008, 415 p.  (ISBN 978-2-7103-3087-5) (BNF 41362523). — recueil de 107 chroniques publiées entre 1958 et 2007.
- La Séquence de l'énergumène, éditions Léo Scheer, 2012, 340 p.  (ISBN 2-7561-0360-8) - chroniques sur les émissions de télévision des années 1960.
- Séraphin, c'est la fin !, Paris, La Table Ronde, 2013, 266 p.  (ISBN 978-2-7103-7006-2) qui obtient le prix Renaudot de l'essai 2013[56] — sixième et dernier recueil de textes publiés dans la presse.
- Un diable dans le bénitier, Éditions Stock, Paris, 2017, 380 p.  (ISBN 978-2-234-08254-0) — les thèmes de prédilection de Gabriel Matzneff, « un épitomé de mes passions musagètes, les peccamineuses, certes, mais aussi, j’ose l’espérer, les louables[57]. »

### Récits
- Comme le feu mêlé d'aromates : récit, éditions de la Table ronde, Paris, 1969, 176 p.  (ISBN 2-7103-1168-2) (BNF 35001130)
- Le Carnet arabe, éditions de la Table ronde, Paris, 1971, 231 p. (BNF 35173361). — Réédition : coll. « La Petite Vermillon »
- Boulevard Saint-Germain, éditions du Rocher, coll. « La fantaisie du voyageur », Monaco et Paris, 1998, 194 p.  (ISBN 2-268-03059-8) (BNF 37069451)
- Monsieur le comte monte en ballon, Paris, Éditions Léo Scheer, 2012, 72 p.  (ISBN 978-2-7561-0387-7)
- Vanessavirus, récit, Aux dépens d'un amateur[48], 2021, 85 p.

### Poèmes
- Le no 37 de la revue Recherches, alors dirigée par Félix Guattari, contient un poème de Gabriel Matzneff dans son dossier Fous d'enfance : qui a peur des pédophiles ? (autres contributeurs : Luc Rosenzweig, Gilbert Villerot, Jean-Luc Hennig, René Schérer, Bernard Faucon, Guy Hocquenghem…), Éditions Recherches, 1979.
- Douze poèmes pour Francesca, éditions A. Eibel, coll. « Lettres » no 5, Lausanne, 1977, 41 p.  (ISBN 2-8274-0010-3) (BNF 34602206).
- Super Flumina Babylonis : poèmes, éditions de la Table ronde, Paris, 2000, 97 p.  (ISBN 2-7103-0959-9) (BNF 37111035).
- Les Eaux du Léthé, éditions du Sandre, 2017

## Apologie de la pédocriminalité

### Dans son œuvre

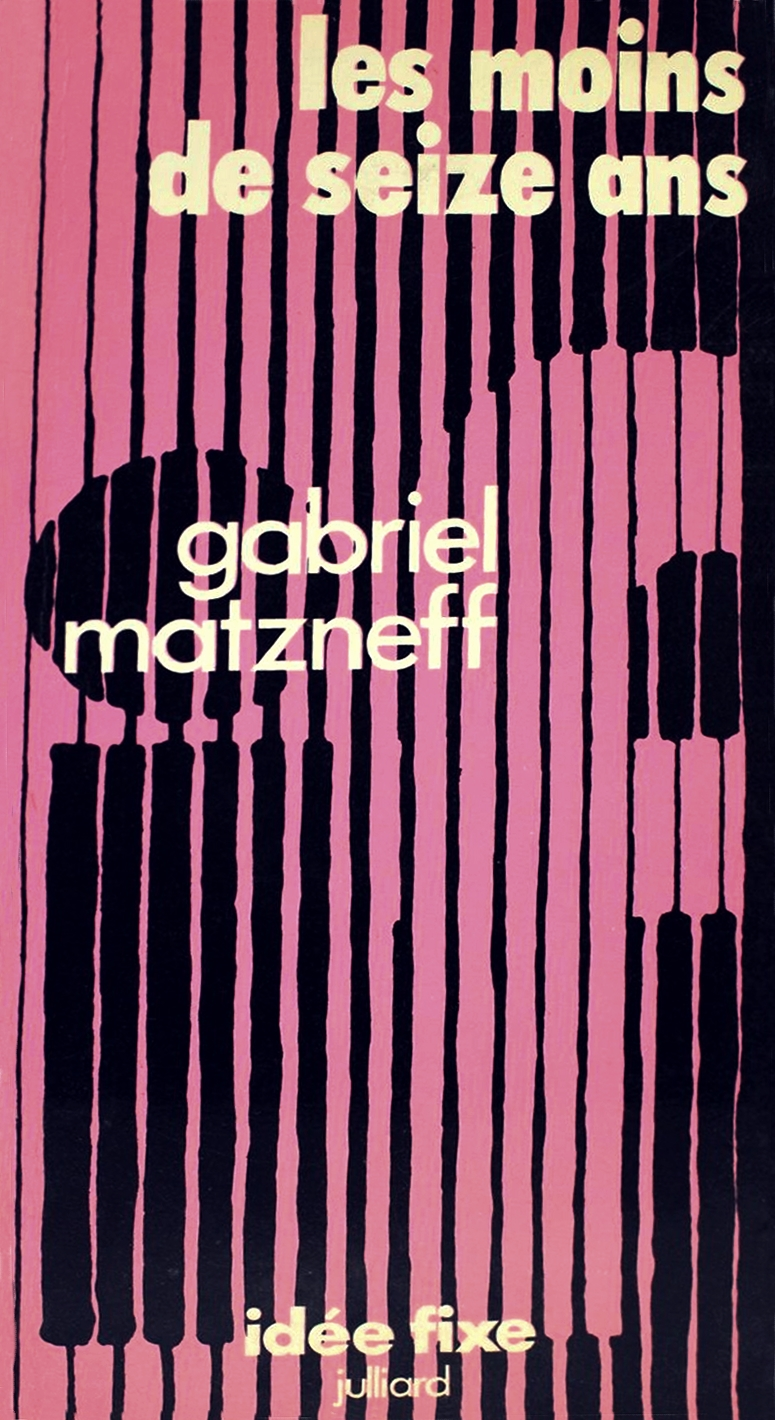
Couverture Les moins de seize ans, première édition, 1974.

À la fin du mois d'octobre 1974, Gabriel Matzneff publie chez Julliard, dans la collection « Idée fixe » dirigée par Jacques Chancel, Les Moins de seize ans, un essai dans lequel il expose crûment son goût pour les « jeunes personnes », soit les mineurs des deux sexes, semant le trouble car utilisant le mot « enfant » de manière indifférenciée pour des enfants ou des adolescents. Il écrit : « Ce qui me captive, c'est moins un sexe déterminé que l'extrême jeunesse, celle qui s'étend de la dixième à la seizième année et qui me semble être — bien plus que ce que l'on entend d'ordinaire par cette formule — le véritable troisième sexe. Seize ans n'est toutefois pas un chiffre fatidique pour les femmes qui restent souvent désirables au-delà de cet âge. […] En revanche, je ne m'imagine pas ayant une relation sensuelle avec un garçon qui aurait franchi le cap de sa dix-septième année. […] Appelez-moi bissexuel ou, comme disaient les Anciens, ambidextre, je n'y vois pas d'inconvénient. Mais franchement je ne crois pas l'être. À mes yeux l'extrême jeunesse forme à soi seule un sexe particulier, unique. »
Gabriel Matzneff revendique pour lui-même la qualification de « pédéraste », soit un « amant des enfants », et utilise également le terme « philopède », employé pour la première fois dans les Passions schismatiques (Stock, 1977). Il dénonce par ailleurs le fait que le « charme érotique du jeune garçon » soit nié par la société occidentale moderne « qui rejette le pédéraste dans le non-être, royaume des ombres ». Il ajoute plus loin : « les deux êtres les plus sensuels que j'aie connus de ma vie sont un garçon de douze ans et une fille de quinze ».
Gabriel Matzneff admet cependant l'existence d'« ogres », d'abuseurs sadiques d'enfants : il se souvient avoir « toujours eu un faible pour les ogres » et a d'ailleurs suscité la polémique en relativisant, le 30 juin 1964, dans les colonnes de Combat, le crime de Lucien Léger, qu'il appelle « un jeune homme seul », ou, le 21 avril 1966, l'affaire des meurtres de la lande au Royaume-Uni, achevant cependant son propos en dénonçant la « confusion » entre les criminels et l'ensemble des « pédérastes », qui apportent aux « enfants » « la joie d'être initiés au plaisir, seule “éducation sexuelle” qui ne soit pas une foutaise ». Pour l'universitaire américain Julian Bourg, la distinction opérée ainsi par Matzneff relève d'un désir de défendre les « pédophiles bien intentionnés comme lui ».
Si en 1974, il écrivait que la société française était « plutôt “permissive” » et que ses amours avec sa « merveilleuse maîtresse de quinze ans » — Francesca Gee, la protagoniste de La Passion Francesca (Gallimard, 1998) et l'Angiolina du roman Ivre du vin perdu (La Table ronde, 1981) — ne « semblent choquer personne », il qualifie en 1994, dans sa préface à la quatrième édition de son livre, celui-ci de « suicide mondain » et reconnaît : « C'est des Moins de seize ans que date ma réputation de débauché, de pervers, de diable ». Il déplore par ailleurs le fait que « les impostures de l'ordre moral n'ont jamais été aussi frétillantes et bruyantes. La cage où l'État, la société et la famille enferment les mineurs reste hystériquement verrouillée ».
Gabriel Matzneff, qui, dans les années 1970, fréquentait assidûment la piscine Deligny,, revient sur ses goûts sexuels dans plusieurs de ses livres, notamment dans les différents tomes de son Journal. Déjà scandaleuses à l'époque de leur parution, ces confessions lui valent plus tard d'être un auteur controversé, surtout à partir des années 1990, durant lesquelles la pédophilie est de plus en plus ouvertement dénoncée par les psychologues et les psychiatres.

#### Pétitions de 1977
Le 26 janvier 1977, Gabriel Matzneff rédige un appel demandant au tribunal, à la veille de leur procès, de libérer trois hommes en détention préventive depuis trois ans et deux mois et inculpés d'attentat à la pudeur sans violence sur des mineurs de quinze ans, les signataires pensant qu'il n'y a eu que baisers et caresses, en raison du secret de l'instruction : c'est l'affaire de Versailles. Le texte est publié dans les pages « tribunes libres » du journal Le Monde puis le lendemain dans Libération, mais Gabriel Matzneff n’apparaît pas comme son auteur.
Le surlendemain, Le Monde prend ses distances avec cette pétition car il couvre le procès et découvre la réalité des faits, grâce à la décision de la cour d'assises de supprimer le huis clos, même si les victimes sont mineures, pour que les signataires de la pétition comprennent pourquoi l'enquête a duré plus de trois ans et son évolution : les victimes affirmaient certes avoir donné leur « consentement », mais les experts judiciaires montrent à l'audience qu'il s'avère très fragile vu leur âge et l'influence des adultes. Si la durée de la détention provisoire était « « inadmissible », là s'arrête l'indignation » écrit le journaliste envoyé par Le Monde. Il « est naturel de ne pas aimer cette forme d'amour et d'intérêt », conclut le journal.
Gabriel Matzneff ne révélera être l'auteur de cette pétition que trente-six ans plus tard. Mais il a déclaré, dans une « tribune libre » publiée le 8 novembre 1976 par le même journal (Le Monde), avoir rencontré un des trois hommes, arrêtés à l’automne 1973, dans cette affaire. Aucun journal ne connaissait les faits en raison du secret de l'instruction.
Le 23 mai de la même année, lorsque le jugement de l'affaire de Versailles est rendu, les signataires du texte de janvier en signent un second, plus prudent, qui tente de relativiser la portée du premier, en mettant surtout l'accent sur le fait que la majorité sexuelle est à 18 ans pour les homosexuels contre 15 ans pour les hétérosexuels, afin de demander la fin de cette discrimination. C'est seulement en 1982 que la loi abolira cette discrimination, conformément à une promesse de campagne présidentielle de François Mitterrand.
Gabriel Matzneff signe — avec notamment Jean-Paul Sartre, Philippe Sollers, Roland Barthes, Simone de Beauvoir, Alain Robbe-Grillet, Françoise Dolto, Jacques Derrida, Louis Althusser, Jean-Louis Bory, Gilles Deleuze, Michel Foucault et Christiane Rochefort — une lettre ouverte à la commission de révision du code pénal. Des extraits sont publiés par le journal Le Monde, qui cite les rappels des lois de 1810, 1836, 1863 et 1945 faits par la pétition. Le journal mentionne l'affaire de Versailles, dont le verdict vient d'être rendu, cinq ans de prison avec sursis. Les signataires « demandent que le dispositif pénal soit allégé, pour que de telles affaires, aujourd'hui passibles de la cour d'assises, soit jugées par un tribunal correctionnel », car « la détention préventive, en matière correctionnelle, ne peut excéder six mois ».
L'appel explique que l'affaire de Versailles, « jugée en audience publique, a posé le problème de savoir à quel âge des enfants ou des adolescents peuvent être considérés comme capables de donner librement leur consentement à une relation sexuelle. C'est là un problème de société. Il appartient à la commission de révision du code pénal d'y apporter la réponse de notre temps », pour des textes de loi « rajeunis et actuels ». Le texte met en avant le « droit de l’enfant et de l’adolescent à entretenir des relations [sexuelles] avec des personnes de son choix ». Selon l'historien Jean Bérard, l'une des signataires de cette pétition, Françoise Dolto, estime que les relations sexuelles entre mineurs et adultes sont toujours source de traumatisme,.
Ces pétitions « touchant à la norme et à la transgression dans des domaines aussi délicats que les rapports avec les enfants leur conféra parfois, par le ton utilisé, un caractère désinvolte […] qui les placera ensuite en porte-à-faux », expliquera en 2007 l'historien Jean-François Sirinelli, pour qui les motivations des signataires sont très différentes de l'un à l'autre.
Le 16 janvier 2020, Vanessa Springora, invitée de l'émission La Grande Librairie, souligne aussi, tout comme le sociologue Pierre Verdrager et le magistrat Jean-Pierre Rozencsveig, en réponse à une question de l'animateur François Busnel, que les motivations étaient très différentes d'un signataire à l'autre, la plupart voulant dénoncer la discrimination contre les homosexuels, sans savoir que Gabriel Matzneff avait participé à la rédaction du texte.

#### Œuvres ultérieures
En 1982, Gabriel Matzneff est, comme René Schérer, impliqué à tort dans l'affaire du Coral, ce qui provoque son renvoi du journal Le Monde, où il tenait une chronique hebdomadaire depuis 1977. Le quotidien démentira qu'il y ait un lien de cause à effet entre cette mise en cause et le départ de Matzneff.
En 1990, il publie Mes amours décomposés, son journal intime pour les années 1983-1984, dans lequel il évoque sa vie quotidienne, ses amours avec de multiples partenaires dont plusieurs adolescentes âgées de quatorze à seize ans, et son renvoi du Monde à la suite de l'affaire du Coral. Il raconte également son voyage aux Philippines, au cours duquel il se livre au tourisme sexuel, draguant notamment ses victimes dans l'enceinte du principal centre commercial de Manille, le Harrison Plaza, et couchant avec des prostitués qui sont des « petits garçons de onze ou douze ans ». Il y fréquente des Occidentaux venus à la recherche de contacts sexuels, comme Edward Brongersma, juriste et homme politique néerlandais et défenseur connu de la pédophilie.

### Témoignage de Vanessa Springora
En décembre 2019, Vanessa Springora, devenue directrice des éditions Julliard, raconte leur relation dans son ouvrage Le Consentement, relation qu'il avait lui-même retracée dans La Prunelle de mes yeux — volume de son journal paru en 1993 dans la collection « L'Infini », dirigée par Philippe Sollers, et qui couvre la période allant du 13 mai 1986 au 22 décembre 1987 —, ainsi que dans le roman Harrison Plaza (La Table ronde, 1988), où elle est Allegra. Elle relate son histoire avec Matzneff et l'emprise qu'il aurait exercée sur elle : elle rencontre l'écrivain lors d'un dîner alors qu'elle a 13 ans et lui 49 ; puis quelque temps après Matzneff lui envoie une lettre et tente de la rencontrer ; elle est alors « transie d'amour » et la relation sexuelle débute lorsqu'elle a 14 ans,,. Elle dénonce aussi l'utilisation par l'écrivain, dans son journal paru en 1993, d'extraits de lettres écrites lorsqu'elle était encore adolescente et les descriptions crues de leurs rapports sexuels. Elle affirme avoir étudié avec un avocat une procédure pour dénoncer la publication par Matzneff sur son blog de photos d'elle adolescente. Vanessa Springora se déclare également choquée qu'il ait déclaré dans son discours de réception du Prix Renaudot 2013 être récompensé ainsi de toute son œuvre et non seulement pour le livre primé.
Les 20 000 exemplaires mis en place le 2 janvier sont quasiment écoulés en quatre jours. Le Monde décrit « un vrai tsunami » dans le monde de l'édition, où les opinions sur elle s'inversent en une semaine.
Avant même la publication du roman autobiographique, plusieurs articles critiquent les soutiens dont a bénéficié Gabriel Matzneff pendant des années au sein des médias et du monde des lettres.
Partant du principe que cette relation avait été, selon lui, consentie et épanouissante des deux côtés, Gabriel Matzneff fait part de « la tristesse » que lui inspire un ouvrage qu'il ne lira pas car selon lui « hostile, méchant, dénigrant, destiné à [lui] nuire, un triste mixte de réquisitoire de procureur et de diagnostic concocté dans le cabinet d’un psychanalyste ». Le 2 janvier, il fait parvenir une longue réaction à L'Express, dans laquelle, note l'hebdomadaire, l'écrivain ne fait aucun mea culpa ni ne demande le pardon, mais livre le récit de sa liaison avec la jeune fille. Dans une chronique du 14 mars 2009 sur le site qui lui est consacré, il écrivait : « Que des ex-amantes telles que Vanessa et Aouatife, qui n’ont plus de passion pour moi, qui renient celui qui fut le grand amour de leur adolescence, qui mènent à présent des existences bourgeoises et ont soif de respectabilité, payent des avocats pour écrire à mes éditeurs des lettres menaçantes, c’est dégueulasse, indigne d’elles et de ce que nous avons vécu, c’est triste et décevant, mais vu le peu de goût qu’ont les femmes pour leur passé amoureux, vu que leur rêve secret est d’être lobotomisées, c’est, hélas, explicable et plutôt banal ».
Dans son témoignage, paru le 2 janvier 2020, Vanessa Springora affirme avoir eu pendant sa relation avec Matzneff un « sentiment de commettre une immense transgression ». Elle ressent alors une « culpabilité constante et s’absente fréquemment de l’école ». Elle refuse de quitter Matzneff, qui lui renvoie l'image d'être une déesse : « Plutôt mourir », répond-elle à sa mère, qui décide de tolérer sa liaison avec l'écrivain. Mais Springora écrit : « À quatorze ans, on n’est pas censée être attendue par un homme de 50 ans à la sortie de son collège, on n’est pas supposé vivre à l’hôtel avec lui, ni se retrouver dans son lit […] ». Vanessa Springora affirme par ailleurs s’être débattue pendant de longues années avec la notion de victime « incapable de [s]’y reconnaître ».
Vanessa Springora positionne sa problématique ainsi : « Comment admettre qu’on a été abusé, quand on ne peut nier avoir été consentant ? Quand, en l’occurrence, on a ressenti du désir pour cet adulte qui s’est empressé d’en profiter ? ». Elle y répond ainsi : « Ce n'est pas mon attirance à moi qu'il fallait interroger, mais la sienne ». Vanessa Springora dénonce un dysfonctionnement des institutions, scolaire, policière, hospitalière, etc. La Brigade des mineurs avait reçu des lettres de dénonciation, mais n'avait pas inquiété l'écrivain. Vanessa Springora raconte que deux policiers de la Brigade des mineurs l'ont croisée elle et l'écrivain dans son escalier, mais sont repartis après un échange courtois avec lui, sans un regard pour elle,.
Elle dit que cela a été un « bouleversement total » lorsqu'elle a pris connaissance des journaux intimes de l'écrivain : « J'ai pris conscience que la personne dont j'étais amoureuse était malade, pathologiquement malade ». Elle déclare aussi : « Une histoire d'amour entre une jeune fille de 14 ans et un homme de 50 ans, ça peut arriver, pourquoi pas. Le problème, c'est le caractère systématique et pathologique de son attirance pour les adolescents. Et le mal qu'il fait »,,.
Ce témoignage déclenche des réactions d'intellectuels ayant croisé l'écrivain. La bienveillance dont il a bénéficié dans les années 1980 « n'est en rien le reflet d’une société et des années », souligne le 1er janvier 2020 Sylvie Brunel, qui préparait dans les années 1980 l'agrégation de géographie. Dans une tribune publiée par Le Monde, l’écrivaine fustige « ceux qui réécrivent l’histoire », peu après la parution d'une réaction de Bernard Pivot où celui-ci s'expliquait sur le fait que Gabriel Matzneff eût été invité six fois dans son émission Apostrophes. « Laisser penser que les années 1980 étaient celles de l’acceptation de la pédophilie serait un mensonge. Les jeunes que nous étions alors ressentions ces écrits et ces paroles comme d’insupportables offenses », écrit-elle. Bernard Pivot avait estimé, quatre jours auparavant, que dans les années 1970 et 1980 « la littérature passait avant la morale », alors qu'aujourd'hui « la morale passe avant la littérature », pour conclure : « Moralement, c'est un progrès ». La vidéo de l'émission Apostrophes de 1990 est vue deux millions de fois sur Internet au début de l’année 2019. L'alibi des années 1970 et 1980, utilisé en 2001 avec succès par Daniel Cohn-Bendit[réf. souhaitée], ne réussit plus à Bernard Pivot, la numérisation progressive des archives de la télévision et des grands journaux, au XXIe siècle, ayant entre-temps permis au grand public des vérifications rapides amenant à relativiser cet argument.
Les minimisations des « amours adolescentes » de Gabriel Matzneff ne « prennent plus auprès d’un public qui fouille et déterre les textes, pour les amener sous la lumière crue », observe le quotidien 20 Minutes, pour qui la « popularisation du web et des réseaux sociaux » a contribué au « consensus autour de la question de la pédophilie ». Au lendemain des articles annonçant le témoignage de Vanessa Springora, le journal exhume un extrait d'Un galop d'enfer, journal de Gabriel Matzneff sur ses années 1977-1978, publié en 1985, dans lequel l'écrivain raconte qu'il lui arrivait d'avoir « jusqu’à quatre gamins — âgés de 8 à 14 ans — dans [s]on lit en même temps, et de [s]e livrer avec eux aux ébats les plus exquis, tandis qu’à la porte d’autres gosses, impatients de se joindre à [eux] ou de prendre la place de leurs camarades, font « toc-toc » ».
Le 3 janvier 2020, le parquet de Paris ouvre une enquête contre Gabriel Matzneff pour « viols commis sur mineur de 15 ans ». Le 8 janvier, L'Ange bleu, association de prévention contre la pédophilie, annonce l'attaquer en justice « pour provocation à commettre des atteintes sexuelles et des viols sur mineurs ainsi que pour apologie de crime ». Le même mois, quatre éditeurs, Gallimard, La Table ronde, Léo Scheer, puis Stock, annoncent qu'ils ne commercialiseront plus certains de ses livres, notamment les volumes de son journal intime (Carnets noirs) et Les Moins de seize ans,.
Le 30 janvier 2020, Vanessa Springora déclare que son audition la veille dans cette affaire n’aura pour elle « qu’une portée symbolique », mais salue une enquête judiciaire qui constitue « un message fort pour les potentielles autres victimes ».

#### 2021: auto-publication deVanessavirus
Gabriel Matzneff publie le 15 février 2021 un livre intitulé Vanessavirus, en réponse au Consentement. Toutes les maisons d'édition ayant refusé le livre, l’écrivain se finance par un système de souscription afin de s'autoéditer. Dans ce livre de 85 pages, selon une source anonyme, il rend hommage à cinq personnalités pour leur soutien depuis les révélations de Vanessa Springora : Bernard-Henri Lévy, Alain Finkielkraut, Catherine Millet, Dominique Fernandez, Franz-Olivier Giesbert. Le livre commence par cette phrase : « J’ai survécu au Coronavirus. Je ne survivrai pas au Vanessavirus ». L'auteur ne présente aucun regret ni remords dans cet ouvrage, mais décrit au contraire la souffrance qui a été la sienne à la suite de la publication du Consentement. Il déplore que le journal intime qui donne sa version de l’histoire (La Prunelle de mes yeux : 1986-1987) ait été retiré de la vente par son éditeur et estime que « la chasse à l'homme dont il est le gibier est une abomination ».
Ayant fui sur la Riviera italienne, il revient cependant à Paris en 2022, en raison de problèmes de santé.

### Témoignage de Francesca Gee
Après la lecture d'un article du New York Times du 11 février 2020 sur les remous causés en France par la parution du Consentement de Vanessa Springora, Francesca Gee, qui a eu une relation avec l'écrivain entre 1973 et 1976 et « figure très présente dans plusieurs livres comme dans les correspondances de Matzneff », contacte le journaliste Norimitsu Onishi. Elle lui accorde une interview de deux jours durant laquelle elle décrit comment l'écrivain a notamment utilisé contre son gré son image et ses lettres dans ses écrits. L'interview est publiée le 31 mars 2020.
Francesca Gee avait entrepris en 2004 de faire publier un livre sur sa relation avec Matzneff, qu'elle décrit comme un « cataclysme qui s’était abattu sur [elle] à 15 ans, et qui devait changer le cours de [s]on existence », mais son manuscrit avait été refusé par tous les éditeurs sollicités. Contactés par Norimitsu Onishi, les éditeurs Thierry Pfister (éditions Albin Michel), Geneviève Jurgensen (groupe Bayard) et Martine Boutang (éditions Grasset) expliquent leur refus d'alors par la complaisance du milieu éditorial parisien de l'époque envers Gabriel Matzneff. L'éditrice Geneviève Jurgensen, qui a lu en 2004 le texte que voulait faire publier Francesca Gee, estime que la qualité du livre n'est pas à remettre en cause et ne peut donc expliquer son échec auprès des éditeurs. Selon Geneviève Jurgensen, ce livre rapporte « des situations qui semblent presque mot pour mot celles que décrit Vanessa Springora. […] Clairement, c’était quinze ans trop tôt. Le monde n’était pas prêt ».
Au cours de son entretien avec Norimitsu Onishi, Francesca Gee explique qu'entre 1973 et 1976 elle a régulièrement consulté, accompagnée de Matzneff, la gynécologue Michèle Barzach, dont Matzneff se vante, dans le volume Élie et Phaéton de son journal paru en 1991, qu'« à aucun moment [elle] n’a cru devoir faire la morale à ce monsieur de trente-sept ans et à sa maîtresse de quinze ».
Avec l'aval de son père, Francesca Gee a fréquenté Matzneff pendant trois ans. D'après Norimitsu Onishi, elle a été « impuissante à rompre » et Matzneff a employé les mêmes « tactiques » qu'avec Vanessa Springora. Matzneff aurait isolé la jeune fille en lui interdisant d'avoir des amis de son âge, et elle raconte qu'il venait l'attendre à la sortie du lycée Montaigne tous les jours pour « s’assurer que tout le monde comprenne bien qu’il ne fallait rien tenter » avec elle. Matzneff l'aurait encouragée à lui écrire des centaines de lettres à connotation amoureuse et sexuelle, dans lesquelles elle ne voit désormais plus que l'expression d'une adolescente manipulée par un homme ayant l'âge de ses parents. Francesca Gee affirme que pendant longtemps ses sentiments concernant son expérience avec Matzneff ont été « confus », avant qu'elle y voie plus clair au début des années 1990. Elle déclare : « Ce n’est qu’à l’âge de presque 35 ans que j’ai réalisé que ce n’était pas une histoire d’amour ».
En septembre 2021, Francesca Gee annonce qu'elle va publier L’Arme la plus meurtrière en auto-édition. Il s'agit de son témoignage à propos de cette relation, à paraître le 28 septembre. Elle déclare à ce propos : « je tiens à dire à quel point ce personnage a été néfaste et destructeur, pour moi comme pour beaucoup d’autres. Notamment à travers des atteintes sexuelles et du harcèlement ». Elle ajoute : « Gabriel Matzneff n’a jamais cessé de me harceler ». Elle accuse dans cet ouvrage Matzneff, mais aussi l’État, qui faisait selon elle « risette au pédopornographe en chef », lui délivrant des titres honorifiques.

### Tourisme sexuel
Matzneff raconte, dans Mes amours décomposés, avoir eu recours à des enfants prostitués en Asie : « Quel repos la prostitution ! Les gamines et les gamins qui couchent avec moi sans m'aimer, c'est-à-dire sans prétendre dévorer mon énergie et mon temps, quelle sinécure ! Oui, dès que possible, repartir pour l'Asie ! ». Anne-Claude Ambroise-Rendu remarque que ce propos « ne semble troubler personne ».
Gabriel Matzneff récuse pour sa part l'amalgame de l'amour des adolescents avec la pédophilie et déclare en 2002 : « Lorsque les gens parlent de « pédophilie », ils mettent dans le même sac le salaud qui viole un enfant de huit ans et celui qui vit une belle histoire d’amour avec une adolescente ou un adolescent de quinze ans. Pour ma part, je méprise les salauds qui abusent des enfants et je suis partisan de la plus grande sévérité à leur égard. Mais les gens confondent tout. Pour eux, le mot “enfance” est un mot générique qui désigne aussi bien un bambin de trois ans à la crèche qu’un élève de première au lycée. Les gens ont de la bouillie dans la tête. S’ils n’avaient pas de la bouillie dans la tête, ils ne confondraient pas des petits enfants qui ne sont pas maîtres de leurs décisions, qui peuvent être abusés et violés, avec des adolescents de l’un et l’autre sexe qui ont le droit de découvrir le plaisir, l’amour, la passion ».
Ainsi, à ce moment de sa vie, Matzneff intègre dans l'exégèse de son œuvre ou de sa pensée une distinction entre l'abus sur les plus jeunes et les rapports consentis avec des adolescents aptes, selon lui, à avoir des relations sexuelles. Toutefois, cette tentative de mise au point ne fait pas oublier les positions qu'il a exprimées précédemment dans ses écrits et dans la presse — rapports sexuels avec des petits garçons de dix ans lors de séjours aux Philippines, soutien au pédocriminel Jacques Dugué —, et l'attribution le 4 novembre 2013 du prix Renaudot de l'essai pour son ouvrage Séraphin c'est la fin ! relance la polémique au sujet de sa pédophilie,, ce qui mène l'association de protection de l'enfance Innocence en danger à déposer une plainte contre X pour apologie d'agression sexuelle. La plainte aboutit à un non-lieu. Finalement, c'est seulement dans la foulée de l'affaire Vanessa Springora que les autorités françaises se décident à agir et qu'un appel à témoins est lancé en février 2020 par l’Office central de répression des violences faites aux personnes (OCRVP) dans le but de retrouver des victimes dans le cadre de l’enquête ouverte pour viols sur mineur de moins de 15 ans visant l’écrivain.
Sur son site matzneff.com, supprimé après le démarrage de l'affaire Vanessa Springora, l'écrivain évoque ses voyages aux Philippines. D'après ce site, il s'y rend la première fois en 1978, puis tout au long de la décennie suivante. Dans ses Carnets noirs (2008), Matzneff écrit au sujet de « ce que l’on appelle aujourd’hui (en fronçant les sourcils) le “tourisme sexuel” » qui « est toujours un tourisme de pauvres types de ratés, de pauvres types », à de « notables exceptions », et il cite Byron, Gide, Montherlant, ainsi que lui-même. Il évoque les « galipettes en Orient avec le jeune Nelson ou le jeune Lito ».
Après l'affaire Springora en 2020, l'écrivain revient sur ses pratiques sexuelles avec des enfants aux Philippines. Il déclare : « Je dois dire qu'à l'époque, personne ne pensait à la loi. Il n’y avait pas de loi. Vous étiez là comme voyageur et vous aviez des garçons et des filles jeunes qui vous draguaient et vous sautaient dessus, sous l’œil bienveillant de la police ». Il refuse de parler de crime : . Il affirme cependant regretter ses pratiques : « Un touriste, un étranger, ne doit pas se comporter comme ça. On doit, adulte, détourner la tête, résister à la tentation. Naturellement je regrette, de même que si je fais quelque chose qui n'est pas bien, je le regrette »,.
Selon l'historienne Anne-Claude Ambroise-Rendu : « Porté par des écrivains, le discours pédophile est assez bien accueilli par la critique littéraire médiatique ». D'après le journaliste Norimitsu Onishi, l'écrivain a été longtemps « célébré parce qu’il ne cachait rien […], ni sa chasse aux jeunes filles devant les collèges parisiens, ni ses rapports sexuels avec des garçons de huit ans aux Philippines ».

### Accusation de pédo-criminalité
En juin 2024, il est nommément mis en cause dans une enquête du quotidien Libération sur les « hommes de la rue du Bac ». Inès Chatin témoigne d'agressions sexuelles et de viols commis entre 1977 et 1987, de ses 4 à ses 13 ans par un réseau de pédocriminalité, sur elle et d'autres enfants lors de cérémonies secrètes. Ce réseau aurait compris son père adoptif Jean-François Lemaire et plusieurs de ses amis, dont Claude Imbert, Jean-François Revel, François Gibault, et Gabriel Matzneff.

## Critiques, soutiens littéraires et condamnations des pratiques pédocriminelles

### Années 1960
- Notre République remarque qu'il apprécie « le commerce des femmes fort jeunes », sans non plus préciser leur âge, l'hebdomadaire gaulliste[124],[125] insistant surtout sur le désespoir que ne parvient pas à dissimuler ce « libertinage »[112].
- Gabriel Matzneff, pour son roman L'Archimandrite, reçoit en 1966 bon accueil du Figaro littéraire qui insiste surtout sur le fait qu'il est imprégné de théologie et renseigne sur les orthodoxes en France alors que le héros drague de très jeunes filles à la piscine[112]. Pierre Viansson-Ponté, autre éditorialiste influent, reconnait aussi son talent dès 1969 dans Le Monde tout en sermonnant « un petit personnage parfaitement odieux » cherchant d'abord « à intriguer en se prétendant pêle-mêle nietzschéen, byronien et stendhalien » et « qui ira loin si la cabale ne lui brise pas les reins »[126].

### Années 1970
- En 1972, la publication de Nous n'irons plus au Luxembourg reçoit les critiques positives de Jean Dutourd dans Pariscope et de Jean d'Ormesson dans Le Point, pour qui le héros, « amateur de très jeunes personnes », a bien de « l'allure »[112]. L'année suivante, sur le plateau de l'émission de l'ORTF Ouvrez les guillemets de Bernard Pivot, il accompagne Jean-Claude Barat, exécuteur testamentaire d'Henry de Montherlant, qui s'est suicidé en 1972, pour évoquer avec lui la dispersion des cendres de leur ami, faite lors d'un voyage à Rome. Le Monde venait d'ironiser sur son long récit de ce voyage dans Le Figaro, Matzneff l'accusant en retour de mettre « un point d'honneur à n'être ému de rien et à ricaner de tout »[6].
- Son essai Les Moins de seize ans, dans lequel il fait l'apologie des relations sexuelles avec des mineurs, est l'objet dans Monde du 25 octobre 1974 d'une collaboration extérieure de son ami[127] l'éditeur Roland Jaccard, futur cofondateur du magazine Causeur, qui tente d'inclure les deux visions opposées de Matzneff, à la fois apprécié par le signataire et réprouvé par bien d'autres : « un vilain monsieur heureux de l'être »[128], qui « puise son équilibre [dans] la clandestinité, le danger, la transgression »[128] car « la cause est entendue : psychiatres, juges, mères de famille, voire les homosexuels respectables, c'est-à-dire ceux qui ne s'attaquent pas aux chères têtes blondes et qui réclament un statut honorable, le statut de Monsieur Tout-le-Monde, en conviennent »[128]. Le Magazine littéraire se demande lui « où serait le scandale »[112] sous le titre « Matzneff et la sexualité », pour constater simplement que « l'idée fixe de Matzneff est la gloire des enfants, garçons et filles de moins de seize ans ». Son propriétaire depuis 1970, Jean-Claude Fasquelle, refuse par la suite d'éditer le témoignage d'une victime de Matzneff ayant avorté, adolescente, avant la loi Veil de 1975[129].
- En 1977, François Bott, responsable de la chronique littéraire du Monde et ami de Matzneff, écrit que ce dernier « indispose ou même irrite le milieu intellectuel, c'est un euphémisme, car ses livres et ses articles entraînent fréquemment des réponses hargneuses, quand ce n'est pas haineuses »[130], et il observe que « lui-même [Matzneff] avoue être un “outsider” »[130]. En février, Joseph-Marie Lo Duca accuse sa critique dans Le Monde des livres d'une adaptation d'un roman de Casanova d'être diffamatoire pour les éditions Pygmalion[131].
- Quand Bernard Pivot invite Gabriel Matzneff le 12 septembre 1975 dans Apostrophes, pour Les Moins de seize ans, les thèses de ce livre sont mises en cause par deux auteurs également présents sur le plateau. Jeanne Delais, professeur de lycée, qui a fondé une association pour la défense des droits de l’enfant, s’efforce de ménager l’amour-propre de l’écrivain mais l'accuse de ne pas respecter les enfants et les adolescents, d’attenter à leur dignité, en les utilisant à son profit. Le biologiste Rémy Chauvin dit clairement avoir été « gêné » par le livre de Matzneff, et conteste l'affirmation de celui-ci selon laquelle ses relations sexuelles avec « des petits garçons » ne causeraient en eux aucun traumatisme, déclarant notamment, à propos de tel ou tel de ces garçons : « Vous l'avez peut-être traumatisé pour la vie. » Matzneff révélera un an après qu'un téléspectateur a porté plainte contre lui « pour détournement de mineurs, actes contre nature et incitation de mineurs à la débauche », et s'inquiète du « silence » des intellectuels sur son sort[70], dans Le Monde, qui signale, lui, « de nombreuses réactions de nos lecteurs pour la plupart critiques, voire hostiles et quelquefois indignées »[132] à cette « Tribune libre » de Gabriel Matzneff et en publie trois[132].

### Années 1980
- En 1981, Philippe Sollers se montre élogieux à l'égard du roman Ivre du vin perdu, l’un des succès commerciaux de Matzneff (20 000 exemplaires vendus)[34]. Dans les colonnes du Monde, Sollers félicite son confrère d'avoir écrit un roman qui « va beaucoup plus loin que ce qui pourrait rester, somme toute, un reportage amélioré sur une particularité, une marge ». Sollers le qualifie, son personnage ou lui, de « libertin métaphysique », car il se hisse « à la hauteur du mythe » et « réinvent[e] la transgression, le scandale, en se lançant à corps perdu dans l'aventure qui ne peut pas ne pas révulser la Loi : la chasse aux mineurs ». Sollers ajoute aussitôt : « Ce dernier point est probablement inacceptable. Il m'est complètement étranger. Je ne juge pas, je constate. […] J'essaie de comprendre cette fantaisie obstinée peinte par ses illustrateurs comme un paradis », et commente : « Il y a dans tout cela quelque chose d'odieux et de sympathiquement puéril »[133]. Richard Garzarolli dépeint également Matzneff comme un « libertin sentimental »[112].
- En 1986, alors président de la République, François Mitterrand écrit sur Matzneff un article admiratif[134] : « Ce séducteur impénitent, qui se définit lui-même comme un mélange de Dorian Gray et de Dracula, m'a toujours étonné par son goût extrême de la rigueur et par la densité de sa réflexion. La spontanéité de son jugement, exprimée dans un style limpide, s'allie à une exigence de vérité qui le mène souvent hors des limites considérées comme ordinaires. À sa vie et à son œuvre, il porte la même attention. »

### Années 1990
- Dans Le Nouvel Observateur, le journaliste Guy Sitbon est un des rares à critiquer l’écrivain, qui « ne recule devant aucune goujaterie ». Patrick Besson y voit « un article de haine franche et même un peu hystérique »[135],[136].
- Le 2 mars 1990, Matzneff est invité une sixième fois à l'émission littéraire Apostrophes, à l'occasion de la sortie d'un nouveau volume de son journal, intitulé Mes amours décomposés, en compagnie de cinq autres écrivains : Alexandre Jardin, le couple catholique formé par Pierre et Denise Stagnara, Catherine Hermary-Vieille et Denise Bombardier. Au cours de l'émission, cette dernière, choquée par Mes amours décomposés, le prend vigoureusement à partie en déclarant notamment : « Moi, M. Matzneff me semble pitoyable. […] On sait bien que des petites filles peuvent être folles d’un monsieur qui a une certaine aura littéraire, d’ailleurs on sait que les vieux messieurs attirent les petits enfants avec des bonbons. M. Matzneff, lui, les attire avec sa réputation »[14]. Elle ajoute : « Je ne comprends pas qu'on puisse publier des choses comme ça. […] La littérature ne peut pas servir d'alibi, il y a des limites même à la littérature. Et je crois que si M. Matzneff était plutôt un employé anonyme de n'importe quelle société, je crois qu'il aurait des comptes à rendre à la justice de ce pays »[137]. Trente ans plus tard, Denise Bombardier dit avoir gardé en mémoire la pluie d’insultes et de chroniques d’opinion hostiles qui ont déferlé à son sujet dans les jours — et les années — qui suivirent la diffusion de l'émission. « J'ai été traitée de mal baisée partout. On m'a dit de retourner à ma banquise »[138]. Le 19 mars sur France 3, Philippe Sollers, éditeur de Matzneff aux éditions Gallimard, traite Denise Bombardier de « connasse » et de « mal baisée »[139]. Dans Le Monde du 30 mars, Josyane Savigneau encense l’écrivain, qui « ne viole personne », et raille la Canadienne : « Denise Bombardier a eu la sottise d’appeler quasiment à l’arrestation de Matzneff, au nom des “jeunes filles flétries” par lui… Découvrir en 1990 que des jeunes filles de 15 et 16 ans font l’amour à des hommes de trente ans de plus qu’elles, la belle affaire ! »[14]. Dans VSD, l'écrivain, scénariste et parolier Jacques Lanzmann s’étonne que Matzneff n’ait pas « aligné la Bombardier d’une grande baffe en pleine figure »[140]. Denise Bombardier continue pendant des années d'être la cible occasionnelle de blâmes et même d'attaques parfois violentes, de la part d'écrivains et de critiques littéraires qui ne lui pardonnent pas sa spectaculaire intervention de mars 1990. Dans sa chronique de Libération en 1999, Pierre Marcelle écrit : « Un nom comme ça ne s'oublie pas. Voici déjà pas mal d'années, il me semble avoir entendu Mme Denise Bombardier franchir, chez M. Bernard Pivot, le mur du son. J'en conserve le souvenir, un peu flou mais encore suffisamment effrayant, d'éructations appuyées et de glapissements torquemadesques — il était question de pédophilie — dont ce pauvre Gabriel Matzneff, je crois, fut la cible. C'était bien avant l'affaire Dutroux, mais déjà Christine Boutin pointait sous Bombardier »[141],[142]. En 2001, dans Campus, autre émission littéraire télévisée, Christine Angot estime, pour sa part, qu'« elle prouve, cette femme [Denise Bombardier], que ce qui dérange, ce n'est pas ce qu'il fait dans la vie, c'est l'écriture. Elle lui reproche en fait d'être un écrivain, c'est ça qui la dérange »[143].
- En 1993, Le Nouvel Observateur prend à partie Gabriel Matzneff en parlant de « viol au nom de la littérature » et cite Marie-France Botte et Jean-Paul Mari, auteurs du livre Le Prix d'un enfant, consacré à la prostitution enfantine dans le tiers-monde ; ces derniers estiment que « Matzneff est un personnage public. Lui permettre d'exprimer au grand jour ses viols d'enfants sans prendre les mesures nécessaires pour que cela cesse, c'est donner à la pédophilie une tribune, c'est permettre à des adultes malades de violenter des enfants au nom de la littérature »[144].
- En 1995, le psychiatre Bernard Cordier estime que, contrairement à Gide ou à Montherlant : « un écrivain comme Gabriel Matzneff n'hésite pas à faire du prosélytisme. Il est pédophile et s'en vante dans des récits qui ressemblent à des modes d'emploi. Or cet écrivain bénéficie d'une immunité qui constitue un fait nouveau dans notre société. Il est relayé par les médias, invité sur les plateaux de télévision, soutenu dans le milieu littéraire. […] D'ailleurs, les pédophiles sont très attentifs aux réactions de la société française à l'égard du cas Matzneff. Les intellectuels complaisants leur fournissent un alibi et des arguments : si des gens éclairés défendent cet écrivain, n'est-ce pas la preuve que les adversaires des pédophiles sont des coincés, menant des combats d'arrière-garde ? »[145].
- En 1996, Antoine Garapon, secrétaire général de l'Institut des hautes études sur la justice, indique : « L’affaire Dutroux provoque un phénomène de « panique morale » dans toutes les démocraties occidentales. […] On rentre désormais dans la vie collective par les victimes, on s’identifie à leur souffrance. La solidarité de fait qui existait entre la politique, la justice, la presse pour ne pas parler de ces affaires, se fissure. L’opinion y devient sensible »[146].

### Années 2000
- En août 2001, Le Monde défend un nouveau tome de son journal intime, Les Soleils révolus, par une critique clairement adressée aux « bien-pensants » qui voudraient renvoyer l'écrivain à l'oubli, selon Arrêt sur images[147] : « N'en déplaise au diariste et à ses contempteurs, ce qui nous captive n'est pas l'inépuisable et récurrent défilé de jeunes filles amoureuses de l'homme de quarante ans », écrit le journal[148]. Toujours en novembre 2001, Hugo Marsan, critique au Monde, écrit : « [Il est] l'éternel initiateur des jeunes filles intelligentes qui s'accordent la pleine découverte du plaisir, en toute sécurité. Gabriel et ses conquêtes créent ensemble un paradis éphémère, une enclave de beauté sous un soleil toujours printanier. Il n'est responsable que de leur plaisir. […] Esclave du personnage de son Journal, il a subi la vindicte de ceux qui ont voulu le cataloguer pédophile. On ne veut pas admettre qu'il est, parmi nous, un être du futur où les femmes iraient jusqu'au bout de leurs fantasmes et déchireraient les voiles dont on les recouvre pour mieux les asservir »[149]. Peu après, un chapitre du best-seller La Face cachée du Monde dénonce en 2003 les liens de connivence entre Le Monde des livres, dont Josyane Savigneau, proche de Matzneff, est rédactrice en chef, les grands éditeurs et les chroniqueurs littéraires d'autres médias[150].
- Gabriel Matzneff a ainsi droit l'année suivante à un portrait admiratif de Luc Le Vaillant en dernière page de Libération, lequel écrit notamment : « Gabriel Matzneff, 67 ans, écrivain. Cet amateur de jeunes filles en fleur, qu'il couche aussi dans son journal, irrite une société au moralisme de plus en plus sourcilleux. […] Si le classicisme de l'écrivain est reconnu, le personnage continue à angoisser. Il faut dire que le lascar fait le maximum pour froisser les délicatesses de libellule des braves gens »[151].
- Le psychothérapeute Pierre Lassus déclare quant à lui, en 2003 : « Matzneff n'écrit pas de romans, mais des journaux, comme il est spécifié, qu'il rend publics, et où il raconte avec délectation des viols sur des enfants de douze ans ». Pierre Lassus a plusieurs fois dénoncé la complaisance culturelle et médiatique dont bénéficie Gabriel Matzneff, faisant notamment campagne en 2000 pour que l'écrivain n'obtienne pas le prix de l'Académie française (finalement remporté cette année-là par Pascal Quignard)[152].
- Frédéric Beigbeder défend Matzneff contre ses détracteurs et évoque en novembre 2004 une « mise à mort télévisuelle » dans une émission de Michel Field, qualifiant Constance Chaillet, qui aurait selon lui insulté Matzneff, de « Denise Bombardier du Figaro Madame »[153].
- Puis c'est au tour du Figaro d'estimer en 2009 que « Matzneff fut la proie d'un néopuritanisme conquérant[154] ». Le thème de « l'artiste victime de la société » traverse les décennies.
- À l'occasion de la parution de ses Carnets noirs 2007-2008, la critique du Monde le dépeint comme « un de ces jouisseurs désœuvrés qui d'une bouteille de vin ou d'une nuit d'amour font un combat contre l'ordre moral, le récit d'un martyr. Trahissant l'ordinaire, le banal de l'existence, il sublime l'insignifiant »[155].

### Années 2010

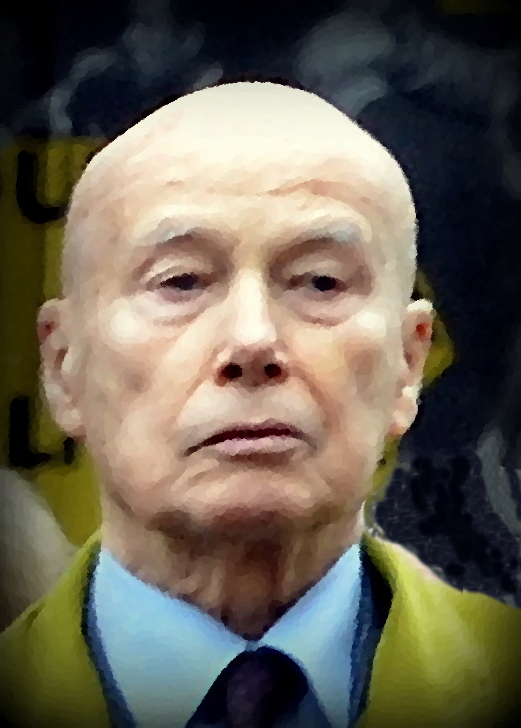
Gabriel Matzneff en 2016.

- En février 2013, l'écrivain Yann Moix écrit dans le Figaro : « J'ai bon espoir qu'un jour, même si à mes yeux il l'est déjà (et depuis longtemps), Gabriel Matzneff s'installe dans la littérature française comme un de nos classiques. […] Je prends prétexte de son dernier recueil, Séraphin, c'est la fin ! pour enjoindre aux générations neuves de regagner sans plus tarder le camp de Matzneff […] »[156].
- En 2016, dans un entretien entre François Busnel et Bernard Pivot où celui-ci fait allusion à la confrontation entre Gabriel Matzneff et Denise Bombardier à Apostrophes en 1990, Busnel fait valoir que s'il n'aime pas toujours les livres de Matzneff, il continue à l'inviter à son émission La Grande Librairie au motif que « [l]a grande différence aujourd'hui c'est que Matzneff ne fait plus polémique. Les temps ont vraiment changé »[157].
- En 2017, sur Paris Première, le chroniqueur David Abiker évoque « une incroyable pulsion de vie dans l’écriture de Matzneff » qui lui a « toujours donné envie de boire, de lire et de baiser », bien qu’il ne partage « pas les mêmes goûts que lui »[158].
- Dans l’émission Stupéfiant diffusée sur France 2 le 22 janvier 2018, Guillaume Auda le confronte à ses écrits « paraissant banaliser la prostitution infantile »[158].
- Le 30 décembre 2019, à l'annonce de la sortie du livre de Vanessa Springora dénonçant les agissements de Gabriel Matzneff, Christian Lehmann, médecin et écrivain, se réjouit que dorénavant « la parole des victimes, inaudible pendant des années, écrasée par la domination masculine et la bonne conscience patriarcale d’un clergé culturel auréolé de la mystique de la transgression, bouscule la complaisance d’antan »[159].

### Années 2020
- Dans les années 2020, Matzneff est défendu principalement par Josyane Savigneau, présidente et jurée du prix Femina, ancienne responsable pendant quinze ans du Monde des livres où elle l'avait déjà soutenu avec une influence majeure[160]. À la suite de la publication du livre de Vanessa Springora Le Consentement, Josyane Savigneau accorde à Matzneff un appui sans équivoque : « Je ne change pas d’avis sur Matzneff parce que la chasse aux sorcières a commencé. Et lui sait écrire au moins. Denise Bombardier, quelle purge ! »[161],[162],[163].
- En janvier 2020, le journaliste Antoine Perraud publie sur son blog un billet relatant « [s]es 40 ans d'aveuglement volontaire sur Gabriel Matzneff ». Il y confie : « Je me suis abusé sur l’abuseur Gabriel Matzneff. Occultant le pire, j’ai défendu sa liberté en croyant défendre la liberté : j’ai couvert un prédateur se faisant passer pour proie »[164],[165].
- Ce même mois de janvier 2020, l'écrivain et prix Goncourt Alexis Jenni publie dans La Croix un billet intitulé « Matzneff, content comme une machine ». Il y écrit notamment : « Étrangement, il n’y a pas beaucoup de chair en ces pages, ce sont des actes, encore des actes, vite esquissés, jamais décrits, la machine célibataire tourne à plein régime. Pourtant il précise dans un avant-propos que ces jeunes filles qui le fréquentent ne sont pas interchangeables, elles ont toutes leur caractère, comme on dit quand on a plusieurs chats »[166].
- En février 2020, une séquence vidéo datant de 1995 créée la polémique : on entend Thierry Ardisson plaisanter avec Frédéric Beigbeder et Gabriel Matzneff, à propos de relations sexuelles qu'ils imaginent avec des « gamines de douze ans et demi »[167]
- En avril 2020, l'hebdomadaire Lundimatin publie une analyse de l'œuvre de Matzneff, insistant sur le fait que, contrairement à ce qu'il a prétendu pour se défendre à la suite des accusations dont il est l'objet depuis le début de l'année 2020, Gabriel Matzneff n'a rien à voir avec la libération sexuelle et l'héritage de mai 68. Les rédacteurs associent les actes de l'auteur à sa misogynie et à son aristocratisme. Ils affirment que « lire Matzneff est éclairant car la platitude de son style et ses idées fixes, la répétition circulaire d’un désir inchangé, la fascination pour l’extrême jeunesse et le refus de l’écoulement du temps rendent ce désir inchangé absolument transparent et permettent de le cerner en partie »[168].
- En octobre 2020, sort un livre d'Hélène Merlin-Kajman intitulé La Littérature à l'heure de #Metoo. Les parties consacrées à Gabriel Matzneff constituent, entre autres, une discussion argumentée avec l'article de Lundimatin cité ci-dessus. Alors que, pour Hélène Merlin-Kajman, l’écriture de Matzneff « n’est en rien dialogique » et que les affects décrits dans ses livres oscillent uniquement entre la satiété et la frustration, Hélène Merlin-Kajman fait remarquer que Le Consentement, dans lequel Vanessa Springora décrit l’abus sexuel de Matzneff sur sa personne, constitue un acte d’ouverture et de dialogue, y compris avec Gabriel Matzneff. Ainsi, pour elle, la réduction des livres de Gabriel Matzneff à de simples pièces à conviction, et leur retrait de la vente, ne fait pas justice à Vanessa Springora qui, en plus d’être hostile à la censure, ne mérite pas qu’on résume son texte à une simple plainte[169].
- À la suite d'une citation à comparaître de l'association L'Ange bleu, Matzneff devait être convoqué en septembre 2021 au tribunal pour avoir fait l'apologie de la pédocriminalité, mais, en mai 2021, la 17e chambre du tribunal judiciaire de Paris rejette cette demande pour une erreur de procédure[170].